# ブラッド オブ バハムート
『ブラッド オブ バハムート』（BLOOD of BAHAMUT）は、2009年8月6日に発売された、シンク・アンド・フィール開発、スクウェア・エニックス販売のニンテンドーDS用アクションRPGである。

## 概要
アルタイルと呼ばれる世界で、7人の戦士が様々な巨獣と戦っていくストーリー。130以上のミッションには、メインミッションとフリーミッションの2種類があり、どちらも最大4人までの協力プレイが可能。

## 登場人物

### 主要人物
イブキ
本作の主人公。大剣を武器とするギガント族の召喚士である青年。龍の魂を宿す力「召喚術」を継ぐ。
ユイ
本作のヒロイン。魔法を扱うギガント族の少女。イブキとは幼馴染である。
カモ＝オウガ
大斧を武器とするイフリート族の無頼漢。同族を治める軍の大将。
サンチャゴ
槍を武器とする純血のフェンリル人。かつて巨獣を鎮め、フェンリルに故郷を築いた老巧なる導者。
リュマ
機械銃を武器とする世界を旅する自由人。
レン
刀を武器とするギガント族の剣士。短気で負けず嫌いと冷静なイブキとは正反対の性格。
アスラン
名前以外の記憶を失った青年。

### 巨獣
隻腕の巨獣 ギガント
人型の巨獣。片腕を失っているがその経緯を知るものはいない。
灼熱の巨獣 イフリート
半人半獣の巨獣。胸に火炉、背中に火山を背負う炎の魔神。
銀狼の巨獣 フェンリル
狼の巨獣。「もうひとつの月」と謡われ、幻の巨獣と語られていた。
氷雪の女王 シヴァ
人型の巨獣。高い知性を持ち、いたずらな争いを好まない。
凶刃の巨獣 ギルガメッシュ
騎士の姿をした人型の巨獣。巨獣の争いの均衡を保つ「煉獄の番人」。
巨獣神 バハムート
巨獣世界アルタイルの創造神。
この他にも亜種タイプの巨獣も存在する。